# Arthur Coningham
Pour les articles homonymes, voir Coningham.
Arthur « Mary » Coningham (19 janvier 1895 – probablement mort le 30 janvier 1948) était un officier général dans la Royal Air Force. Pendant la Première Guerre mondiale, il a participé à la bataille des Dardanelles avec la New Zealand Expeditionary Force, transféré au Royal Flying Corps où il devint un as. Conningham fut plus tard un commandant sénior de la Royal Air Force pendant la Seconde Guerre mondiale comme Air Officer Commanding-in-Chief du Second Tactical Air Force et donc Air Officer Commanding-in-Chief du Flying Training Command (en).

## Biographie

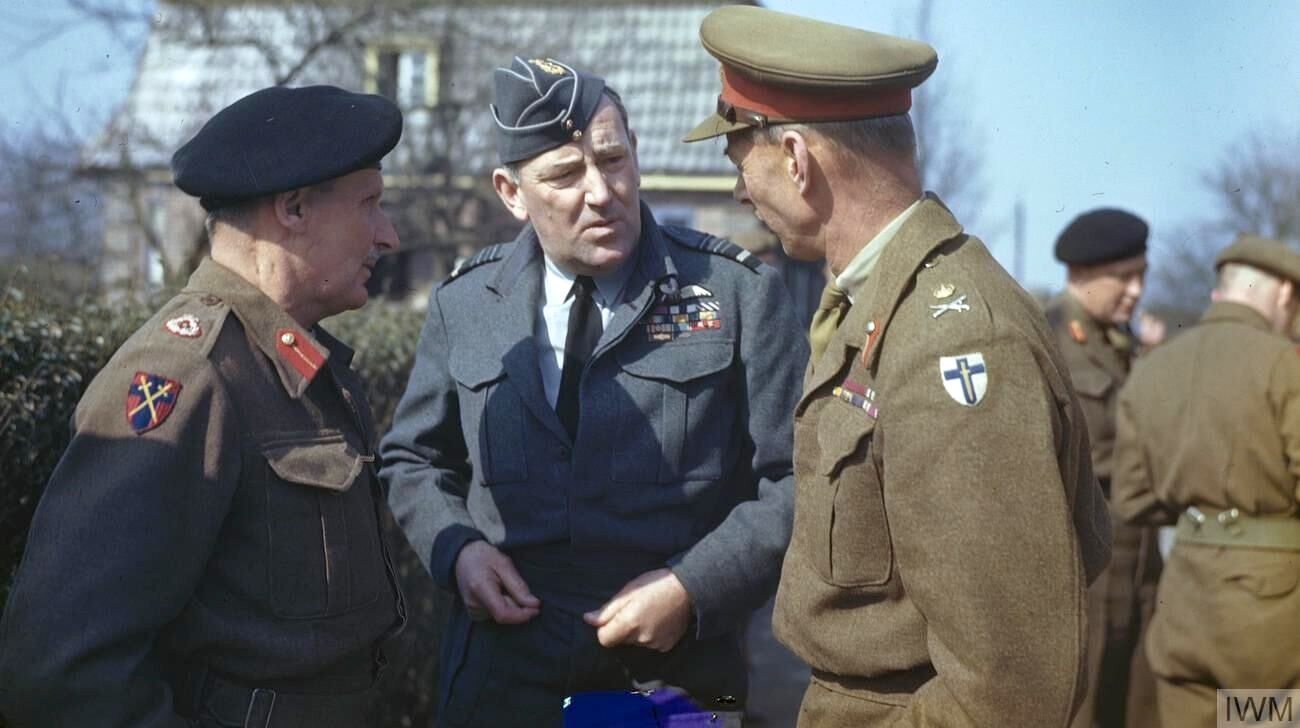
A. Coningham (centre) avec Montgomery (gauche) et Dempsey (droite) juste avant la traversée britannique du Rhin.

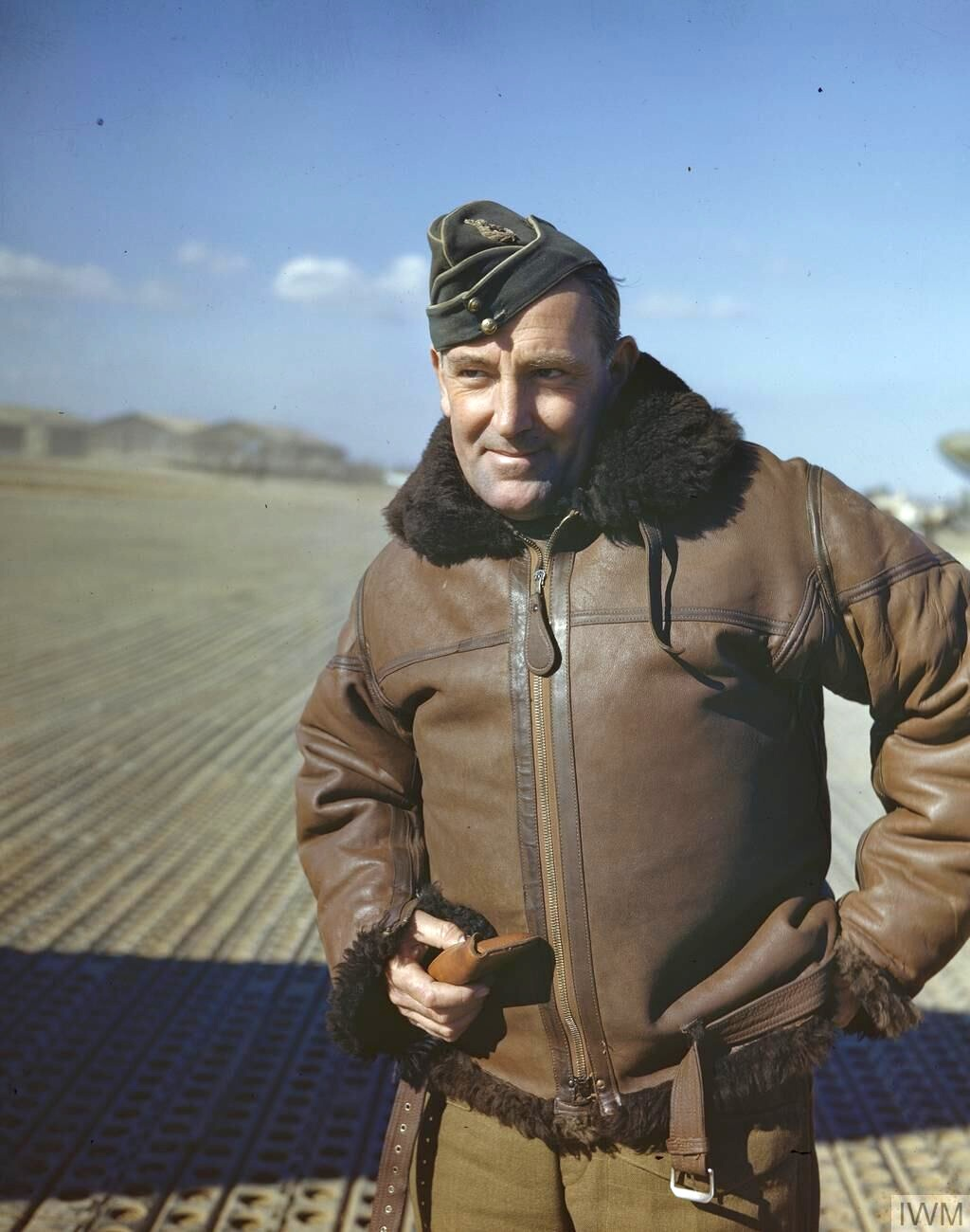
Sir Arthur Coningham en 1943 en Italie.

En 1914, il rejoint le Corps d'armée australien et néo-zélandais et participe à l'invasion des Samoa allemandes. Il sert en Somalie et en Égypte avec le régiment néo-zélandais de Canterbury. Il contracte la fièvre typhoïde et est inapte jusqu'en mars 1916. En avril, il rejoint l'Angleterre et s'engage dans la Royal Flying Corps.
Coningham est principalement reconnu comme le responsable le plus important pour le développement de la partie du forward air control (en) dirigeant l'appui aérien rapproché, qu'il développa comme commandant de la Western Desert Air Force entre 1941 et 1943 et comme commandant des Forces aériennes tactiques pendant la campagne de Normandie en 1944. Le 30 janvier 1948, il disparut avec tous les autres passagers et membres d'équipage de l'avion de ligne G-AHNP Star Tiger (en) (on compte en tout 31 disparus) qui s'évanouit sans laisser de traces au large de la côte Est des États-Unis dans le Triangle des Bermudes.
Certains affirmeraient que l'avion aurait été victime d'un sabotage.
Dans le film Patton, Coningham est joué par John Barrie (en). Dans la scène où le général George Patton se plaint d'un manque de couverture aérienne pour les troupes américaines, Sir Arthur confirme à Patton qu'il ne verra plus d'avions allemands. À peine a-t-il fini sa phrase que des avions allemands mitraillent le camp.
Quoiqu'une scène similaire est réellement arrivée, en fait Coningham n'était pas présent ; Patton a parlé au général Carl Spaatz et à l'Air Chief Marshal Arthur Tedder à temps pour que les mitraillages n'aient aucune conséquence.

## Décorations
- : Military Cross - 17 septembre 1917
- : Distinguished Service Order - 26 septembre 1917
- : Air Force Cross - 1er janvier 1926
- : Distinguished Flying Cross - 6 juin 1919
- Citations militaires britanniques :
  -  : Victory Medal obtenue le 11 décembre 1917
  -  : General Service Medal obtenue le 11 juin 1924
  -  : War Medal 1939-1945 obtenue le 1er janvier 1941 et le 11 juin 1942
- : Chevalier commandeur de l'ordre du Bain - 27 novembre 1942 (CB - 24 septembre 1941)
- : Chief Commander of the Legion of Merit (États-Unis) - 27 août 1943
- : Army Distinguished Service Medal - 3 août 1945
- : Croix de guerre 1939-1945 (Belgique) avec palmes - 23 novembre 1945
- : Grand officier de l'ordre de Léopold (Belgique) - 23 novembre 1945
- : Chevalier commandant de l'ordre de l'Empire britannique - 1er janvier 1946
- : Grand-croix de l'ordre du Phœnix (Grèce) - 6 septembre 1946
- : Chevalier grand-croix de l'ordre d'Orange-Nassau (Pays-Bas) - 18 novembre 1947.
- : Croix de Guerre (France)
- Officier de la Légion d'honneur[Quand ?] (France).

### Sources et bibliographie
- (en) Vincent Orange, Coningham : a biography of Air Marshal Sir Arthur Coningham, Washington, D.C., Center for Air Force History, 1992 (1re éd. 1990), 292 p. (ISBN 978-0-413-14580-2, lire en ligne)
- (en) Stephen Budiansky, Air Power, Viking, 2004, 518 p. (ISBN 978-0-670-03285-3 et 978-0-143-03474-2, lire en ligne)
- (en) Christopher Shores, Norman L R Franks et Russell Guest, Above the trenches : a complete record of the fighter aces and units of the British Empire Air Forces 1915-1920, Ontario London, Fortress Grub Street, 1990 (ISBN 978-0-948817-19-9 et 978-1-898-69739-8).